# ابو دالی
یک شهر در استان حمص و مکان آن در شرق شهر حمص و در لبهٔ باختری بیابان سوریه قرار دارد. بر پایه آمارهای سال ۲۰۰۴ جمعیت این شهر ۱٬۳۰۰ نفر است.